# Zoonavena sylvatica
Zoonavena sylvatica е вид птица от семейство Бързолетови (Apodidae).

## Разпространение
Видът е разпространен в Бангладеш, Индия и Непал.